# Kuttanad
Le Kuttanad (en malayalam : കുട്ടനാട്‌) est une région de l'état du Kerala, en Inde. Elle s'étend au sud du Lac Vembanad, dans les districts d'Alappuzha, de Pathanamthitta et de Kottayam. La région est reconnue pour ses rizières pittoresques. Le Kuttanad est la région de plus faible altitude en Inde et l'un des rares endroits dans le monde où l'agriculture est pratiquée sous le niveau de la mer.